# Constructie in DIN 20
Constructie in DIN 20 is een artistiek kunstwerk staande in het Siegerpark, Amsterdam Nieuw-West.
Het abstracte beeld van André Volten maakt sinds 1998 deel uit van het beeldenpark van genoemd park. Volten maakte een serie onder de gemeenschappelijke noemer Constructie waarvan twee andere werken eveneens in Amsterdam staan: Constructie H-Balk DIN 30 en Constructie staal DIN 20. In andere steden werden ze ook geplaatst. Net als die werken is het werk in het Siegerpark een stapeling van aan elkaar gelaste H-profielen, geplaatst in allerlei hoeken ten opzichte van elkaar.
Ons Amsterdam gaf aan dat dit beeld afwijkt van de andere beelden en zag erin (mede door de plaats waar het neergezet is) een overgang tussen park en de oprukkende stad. Zo kijkt het beeld uit op de rijksweg 4, waarvoor het Siegerpark in de jaren zestig een deel moest inleveren. Overigens kwam de stadsbebouwing na de plaatsing nog dichterbij met het inrichten van hert John M. Keynesplein.